# Acraea murcia
Acraea murcia är en fjärilsart som beskrevs av Fabricius 1781. Acraea murcia ingår i släktet Acraea och familjen praktfjärilar. Inga underarter finns listade i Catalogue of Life.